# УЛПЦТ

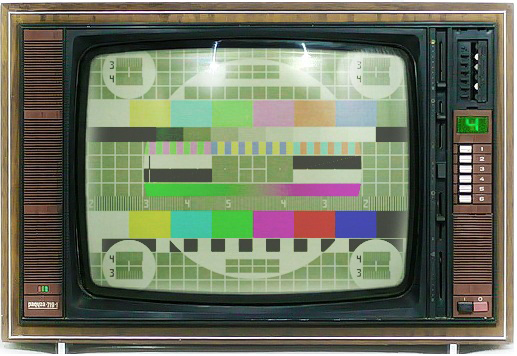
Унифицированный телевизор «Радуга-719», модель УЛПЦТИ-61-II-12.

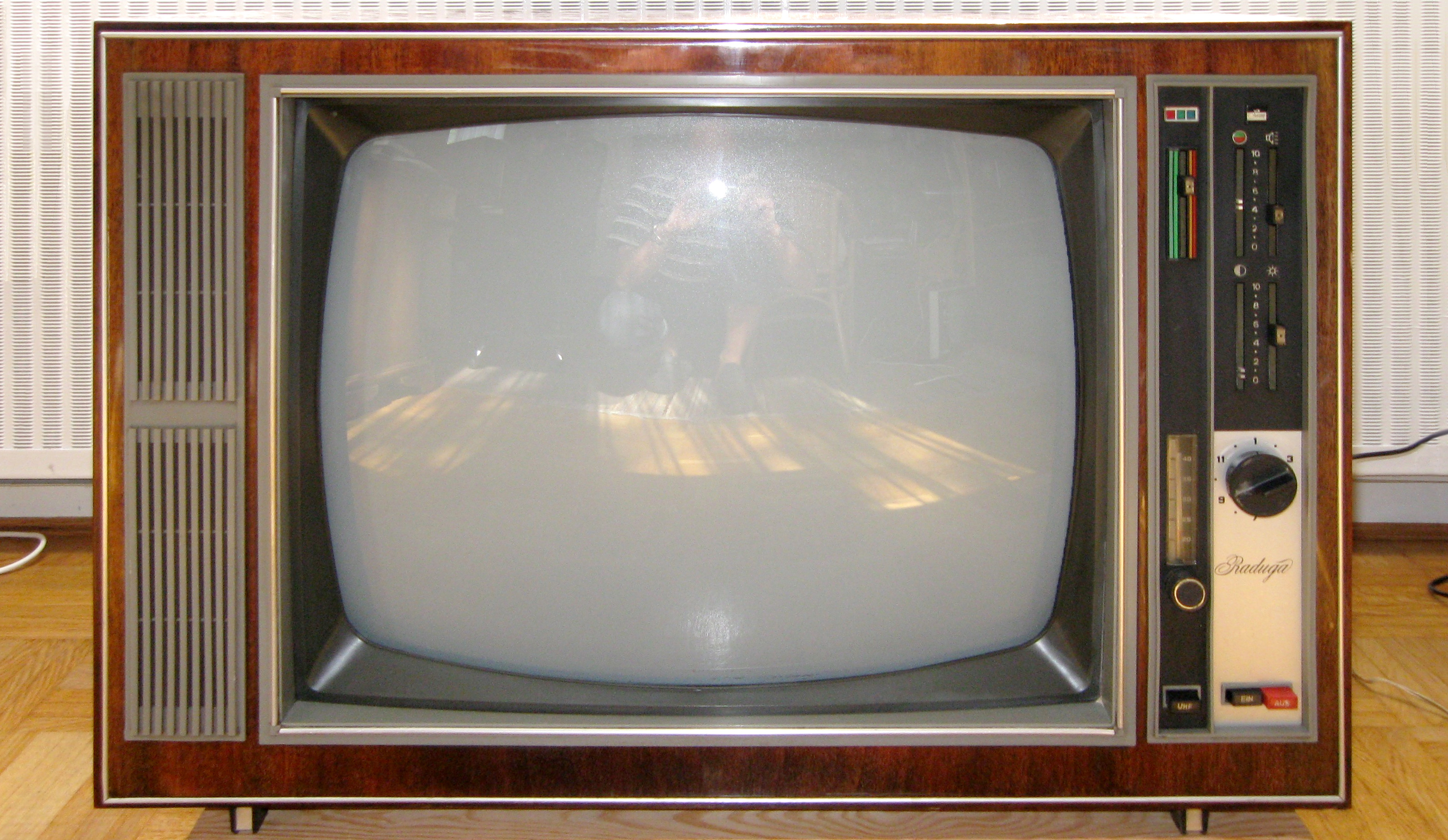
Телевизор «Радуга-706», экспортный вариант, модель УЛПИЦТ-59-II-1.

УЛПЦТ (аббр. Унифицированный лампово-полупроводниковый цветной телевизор (с индексом И — с блоком цветности на интегральных микросхемах)) — первая серия унифицированных телевизионных приёмников цветного изображения, разработанная в СССР в 1971 году и выпускавшаяся с 1972 по 1989 год. Разработка была отмечена государственной премией. С 1974 года в конструкции телевизора стали применяться интегральные микросхемы, в результате чего серия стала обозначаться как УЛПЦТИ (также использовалась аббревиатура УЛПИЦТ).
Телевизоры выпускались под марками «Весна» и «Янтарь» (Днепропетровский радиозавод), «Витязь» (Витебский телевизионный завод), «Горизонт» (Минское ПО «Горизонт»), «Лазурь» (Сормовский телевизионный завод «Лазурь»), «Радуга» (Ленинградский завод имени Козицкого), «Рекорд» (Александровский радиозавод), «Рубин» (Московский телевизионный завод), «Садко» (Новгородский завод «Квант»), «Славутич» (Київський радіозавод), «Спектр» (Саранский телевизионный завод), «Таурас» (Шяуляйский телевизионный завод), «Темп» (Московский радиозавод «Темп»), «Фотон» (Симферопольский завод телевизоров им. 50-летия СССР), «Чайка» (Горьковский телевизионный завод имени Ленина), «Электрон» (Львовский телевизионный завод). В обозначении использовались цифровые индексы, начинавшиеся с 703.
В Венгрии на заводе Videoton из комплектов, содержавших кинескоп и блоки УЛПЦТ советского производства, собирали телевизоры Color Star TS-3207S и Color Star TS-3208S. Корпус, громкоговоритель, блок управления и селектор каналов использовались венгерского производства. В Польше на заводе Unitra по советской лицензии выпускали телевизоры Rubin 707p и Rubin 714p, не отличавшиеся, соответственно, от советских «Рубина-707» и «Рубина-714», а в ГДР поставляли экспортные модели телевизоров «Радуга», отличавшиеся второй промежуточной частотой звука (стандарт B/G 5,5 МГц вместо D/K 6,5 МГц).

## Разработка
Модель разработана в СССР в 1971 году[где?].
Телевизоры УЛПЦТ вобрали в себя с одной стороны наработки, созданные заводами (прежде всего ленинградским и московскими) в процессе разработки и производства неунифицированных цветных телевизоров ЛПЦТ-59 («Радуга-701», «Рубин-401»), а с другой — новые технические решения, связанные с началом массового производства транзисторов: высокочастотных кремниевых КТ315 и среднемощных германиевых П213 — П216. Это позволило выполнить полностью полупроводниковыми радиотракт и кадровую развертку.
Телевизоры УЛПЦТ (в отличие от более поздних моделей) не были прямыми клонами зарубежных аппаратов, хотя создателями телевизоров изучался опыт западных фирм, прежде всего Philips. Не были прямыми клонами западных образцов и электронные лампы, специально созданные для этой серии: 6Ж52П, 6П45С, 6Ф12П. Более того, эти лампы были более совершенными по сравнению с европейскими аналогичного назначения. Например, лампа 6П45С, хоть и была взаимозаменяема с EL509, но имела жесткие рамочные сетки, камерный анод и баллон, изготовленный из жаропрочного стекла.
Ряд технических решений (например, полностью транзисторная кадровая развертка), примененных в УЛПЦТ, на момент своей разработки был передовым не только в советском, но и в мировом телевизоростроении.
Для серии УЛПЦТ было разработано большое число новых электронных компонентов, например, линия задержки УЛЗ-64-2, лампа 6П45С, умножитель напряжения УН 8,5/25-1,2, микросхемы серии К224, кинескоп 61ЛК3Ц с улучшенным по сравнению с 59ЛК3Ц светотехническими параметрами и уплощенным экраном.

## Конструкция
В телевизорах применялись кинескопы с теневой маской 59ЛК3Ц и 61ЛК3Ц. Особенностью конструкции было применение функционально законченных блоков, соединяемых друг с другом при помощи разъёмов. Блоки устанавливались на закреплённые в корпусе направляющие, позволявшие выдвигать и поворачивать их при ремонте. В состав блоков входили: блок радиоканала (БРК), блок яркости и цветности (БЦ), блок развёрток (БР), блок сведения (БС), блок питания (БП), блок коллектора (БК), блок управления (БУ). Входные и выходные параметры блоков обеспечивали их взаимозаменяемость без необходимости дополнительной настройки.
В состав телевизоров, использующих селекторы каналов с электронной настройкой и устройство выбора программ, дополнительно входил блок сопряжения (в других источниках называется устройством согласования). К 1986 году было выпущено 20 разновидностей унифицированных блоков.

### Блок радиоканала
Блок предназначен для усиления сигнала промежуточной частоты (ПЧ) изображения, поступающего с селектора (селекторов) каналов, детектирования видеосигнала, сигнала звука и синхронизирующих импульсов телевизионной развёртки, усиления сигнала звука до уровня, достаточного для подачи на громкоговоритель. Блок содержит:
- усилитель ПЧ изображения
- амплитудный детектор видеосигнала
- усилитель видеосигнала
- амплитудный детектор ПЧ звука
- усилитель ПЧ звука
- частотный детектор сигнала звука
- усилитель мощности звука
- схему автоматической регулировки усиления (АРУ)
- схему автоматической подстройки частоты гетеродина (АПЧГ)
- амплитудный селектор синхроимпульсов

Все каскады блока выполнены на транзисторах, за исключением усилителя мощности звука, выполненного на электронной лампе 6П14П. Выпускалось 3 модификации блока радиоканала:
- БРК-1 — исходный вариант блока, рассчитанный на подключение громкоговорителей сопротивлением 8 Ом
- БРК-2 — вариант с модифицированными схемами селектора синхроимпульсов и схемы АПЧГ, рассчитанный на подключение громкоговорителей сопротивлением 4 Ом[18]
- БРК-3 — вариант для использования совместно с селекторами каналов с электронной настройкой и содержащий схему блокировки АПЧГ и устройство согласования[19]

Кроме того, с 1974 года выпускалась модификация блока для телевизоров, поставляемых на экспорт. В ней применялась гибридная микросхема К224УР2 (старое обозначение К2УС248М) в усилителе ПЧ звука.

### Блок цветности и яркости
Блок предназначен для усиления и задержки сигнала яркости, выделения и усиления цветоразностных «синего» и «красного» сигналов, передаваемых по системе SECAM, восстановления и усиления «зеленого» цветоразностного сигнала. Формирование сигналов основных цветов — матрицирование — в телевизорах УЛПЦТ осуществлялось сложением цветоразностных сигналов с сигналом яркости непосредственно в кинескопе. Блок содержит:
- усилитель и линию задержки яркостного канала
- усилитель и амплитудный ограничитель прямого сигнала цветности
- линию задержки сигнала цветности на длительность телевизионной строки
- усилитель и амплитудный ограничитель задержанного сигнала цветности
- электронный коммутатор прямого и задержанного сигналов
- триггер для управления электронным коммутатором, переключаемый импульсами обратного хода строчной развёртки
- усилители цветовых поднесущих
- частотные дискриминаторы цветоразностных «синего» и «красного» сигналов
- схему восстановления «зеленого» цветоразностного сигнала
- оконечные усилители цветоразностных сигналов
- схему цветовой синхронизации (опознавания цвета)

Правильная работа коммутатора прямого и задержанного сигналов обеспечивается схемой цветовой синхронизации, содержащей одновибратор, запускаемый импульсами обратного хода кадровой развёртки, частотный дискриминатор, подключённый к выходу «красного» канала коммутатора, и зарядно-разрядное устройство. Одновибратор отпирает частотный дискриминатор на время прохождения сигналов опознавания цвета, передаваемых в течение девяти строк во время действия кадрового гасящего импульса. Если сигналы опознавания цвета присутствуют в видеосигнале и переключение коммутатора происходит в правильной фазе, на выходе частотного дискриминатора появляются положительные импульсы. Эти импульсы с помощью интегрирующей цепочки превращаются в один широкий импульс и подаются на зарядно-разрядное устройство. В начале обратного хода кадровой развертки конденсатор в составе этого устройства заряжается отрицательным импульсом. Если сигналы цветности отсутствуют, напряжение на конденсаторе остаётся отрицательным и удерживает усилители цветовых поднесущих запертыми. Если сигналы цветности присутствуют, конденсатор разряжается и усилители отпираются. Если фаза переключения коммутатора неверна, отрицательные импульсы с выхода частотного дискриминатора используются для коррекции фазы коммутации.
Большинство каскадов блока выполнено на транзисторах. Усилитель яркостного канала выполнен на малошумящем пентоде 6Ж52П, усилители цветовых поднесущих и оконечные усилители цветоразностных сигналов на 3-х комбинированных лампах 6Ф12П.
Выпускалось 4 модификации блока цветности и яркости:
- БЦ-1 — исходный вариант блока
- БЦ-2 — вариант с исправлением схемы канала яркости, обеспечивающим сохранение яркости при выключении цвета, требующий использования блока коллектора БК-2
- БЦИ-1 — вариант с использованием семи гибридных микросхем серии К224 и оконечными усилителями цветоразностных сигналов на более дешёвых лампах 6Ж5П
- БЦИ-2 — вариант с использованием двух укрупнённых гибридных микросхем К224ХК3 и К224ХА4[22]

Блок БЦИ-1 был разработан в 1975 году, а серийно производиться стал с 1976 года.

### Блок развёрток
Блок предназначен для формирования пилообразных токов кадровой и строчной развёрток, подаваемых на отклоняющую систему кинескопа, получения питающих напряжений кинескопа и формирования импульсов для работы блоков цветности и сведения. Синхронизация токов развёрток осуществляется поступающими с блока радиоканала синхроимпульсами.
Блок содержит:
- задающий генератор строчной развёртки
- схему автоматической подстройки частоты и фазы (АПЧиФ) строчной развёртки
- выходной каскад строчной развёртки
- демпферный диод
- выпрямитель анодного напряжения кинескопа 25 киловольт
- выпрямитель напряжения фокусировки кинескопа 5 киловольт
- задающий генератор кадровой развёртки
- эмиттерный повторитель кадровой развёртки
- выходной каскад кадровой развёртки
- каскад формирования линейно-параболического тока для схемы сведения лучей

Каскады строчной развёртки блока построены на электронных лампах, каскады кадровой развёртки — на транзисторах. В телевизорах УЛПЦТ применялись две модификации блока:
- БР-1 — вариант блока с использованием электронных ламп для получения высоких напряжений. Задающий генератор строчной развёртки и схема АПЧиФ выполнены на комбинированной лампе 6Ф1П, выходной каскад — на лучевом тетроде 6П42С, а с прекращением выпуска этой лампы в 1975 году[24] на лучевом тетроде 6П45С с несколько улучшенными параметрами. В качестве демпферного диода используется электронная лампа 6Д22С. Для получения анодного напряжения используется строчный трансформатор ТВС-90ЛЦ2, импульсы с повышающей обмотки которого выпрямляются кенотроном 3Ц22С. Индуктивность и паразитная ёмкость обмотки образуют колебательный контур, настраиваемый на третью гармонику частоты обратного хода (приблизительно 90 кГц)[25]. Это ограничивает число витков в обмотке и не позволяет получить необходимое напряжение 25 кВ. Поэтому используется дополнительный выпрямитель на основе селенового столба 7ГЕ350АФ-С. Высокое внутреннее сопротивление кенотрона приводит к тому, что изменение тока лучей кинескопа при переходе от яркого изображения к темному сопровождается изменением анодного напряжения на несколько киловольт. Это проявляется в изменении размера изображения, нарушении сведения лучей и фокусировки. Для стабилизации напряжения применяется шунтирующий триод ГП-5[26].
- БР-2 — вариант блока с использованием полупроводниковых приборов для получения высоких напряжений. Задающий генератор, схема АПЧиФ строчной развёртки выполнены на тех же лампах, что и в БР-1, а выходной каскад на лампе 6П45С. В качестве демпферного диода используется кремниевый столб КЦ109А. Для получения анодного и фокусирующего напряжений применяется строчный трансформатор ТВС-90ЛЦ5 и умножитель напряжения УН 8,5/25-1,2 (входное напряжение 8,5 кВ, выходное 25 кВ, максимальный ток нагрузки 1,2 мА). Так как внутреннее сопротивление умножителя ниже, чем у кенотрона, схема стабилизации анодного напряжения не требуется. В ранних образцах блока в состав схемы кадровой развёртки был введен усилитель синхроимпульсов, а в остальном схема была построена аналогично блоку БР-1[27]. Позже схема была изменена: усилитель синхроипульсов упразднён, задающий генератор кадровой развёртки собран на кремниевых транзисторах разной полярности, а перед эмиттерным повторителем кадровой развёртки введён усилитель-формирователь. Эмиттерный повторитель и усилитель-формирователь также были выполнены на кремниевых транзисторах. Обозначение блока при этом не изменилось.

Блоки не являются взаимозаменяемыми, их замена была возможна только при одновременной замене блоков питания и коллектора.

### Блок сведения
Блок предназначен для статического и динамического сведения лучей в кинескопе. Блок содержит:
- регулятор сведения
- магнит бокового смещения синего луча, совмещенный с магнитом чистоты цвета
- плату сведения

Плата сведения предназначена для формирования корректирующих токов в электромагнитах сведения и содержит набор подстроечных резисторов и индуктивностей, с помощью регулировки которых выполняется процедура сведения лучей.
Выпускалось 2 модификации блока:
- БС-1 — для использования с регулятором сведения РС-90ЛЦ2
- БС-2 — для использования с регулятором сведения РС-90-2

### Блок управления
Блок предназначен для оперативной регулировки громкости звука, яркости, контрастности, цветового тона и цветовой насыщенности, включения телевизора и выбора принимаемого телевизионного канала. Блок содержит:
- переменные резисторы для осуществления регулировок
- селекторы каналов
- стабилизатор напряжения +12 В для питания селекторов
- блок сопряжения (плату согласования) при использовании селекторов с электронной настройкой и блока радиоканала БРК-2
- устройство выбора программ при использовании селекторов с электронной настройкой
- выключатель питания

Конструкция блока зависела от типа и размещения применяемых переменных резисторов и селекторов каналов, внешнего оформления телевизора и не являлась унифицированной.

### Блок сопряжения
Блок предназначен для сопряжения схемы АПЧГ блока радиоканала с селектором каналов СКВ-1, получения напряжений для питания селектора каналов, его цепей варикапов и коммутационных диодов. Блок содержит:
- стабилизаторы напряжений −12 В, +30 В и +12,6 В
- источники напряжений +150 В и +170 В для устройства выбора программ СВП-3
- схему сопряжения АПЧГ

В дальнейшем, с целью упрощения конструкции и уменьшения числа разъёмов блок сопряжения был упразднён, а его схемы включены в состав новой модификации блока радиоканала БРК-3.

### Блок питания
Блок, совместно с блоком коллектора, образует вторичный источник электропитания и предназначен для преобразования напряжения электрической сети в напряжения питания цепей телевизора. Блок содержит:
- трансформатор
- выпрямители
- стабилизатор напряжений +29 В и +30 В
- схему формирования тока для устройства размагничивания

Основой блока являлся трансформатор со стержневым сердечником типа ПЛ 25х50. Его первичные обмотки можно было переключать с помощью октальной заглушки, что позволяло подключать телевизор к сети с напряжением 110, 127, 220 и 237 вольт. Выпускалось 4 модификации блока:
- БП-1 — на трансформаторе СТ-320, предназначенный для использования с блоком коллектора БК-1 и блоком развёрток БР-1
- БП-2 — на трансформаторе СТ-310 или ТСА-310, предназначенный для использования с блоком коллектора БК-2 и блоком развёрток БР-1. Была изменена схема выпрямителя напряжения +380 В и применены сдвоенные диоды КД205
- БП-3 — на трансформаторе ТС-270 или ТСА-270, предназначенный для использования с блоками коллектора БК-3, БК-4, БК-4-1, БК-5 и блоком развёрток БР-2
- БП-7 — модификация блока БП-3, в которой исключён переключатель напряжения сети. Телевизоры с этим блоком могли работать только в сети 220 вольт. Также заменён на кремниевый выходной транзистор стабилизатора напряжений +29 В и +30 В

### Блок коллектора
Блок предназначен для соединения между собой других блоков телевизора, размещения конденсаторов сглаживающих фильтров цепей питания и делителей для получения дополнительных напряжений питания. В случае применения электронных устройств выбора программ на блоке коллектора дополнительно устанавливалась плата согласования.
Выпускалось 6 модификаций блока:
- БК-1, БК-2, БК-3, БК-5 — для использования с блоками питания БП-1, БП-2, БП-3 и БП-7 соответственно, в телевизорах без устройств электронного выбора программ
- БК-4 — для использования с блоками питания БП-3 и БП-7, в телевизорах с устройствами выбора программ СВП-4, СВП-4-1, СВП-4-2, СВП-4-5
- БК-4-1 — для использования с блоками питания БП-3 и БП-7 в телевизорах с устройствами выбора программ СВП-3 и СВП-3-1

## Модели
Модельный ряд телевизоров формировался за счёт применения различных типов кинескопов (59ЛК3Ц, 61ЛК3Ц), различных селекторов каналов (СК-М-15 с механическим переключением программ, СК-М-23, СК-М-24 и СК-В-1 с электронным управлением), установки селектора дециметровых волн (СК-Д-1, СК-Д-22, СК-Д-24), различных типов громкоговорителей и различных модификаций унифицированных блоков. К концу 1986 года было выпущено более 30 унифицированных моделей.
| Модель          | Торговый индекс | Селекторы каналов  | Устройство выбора программ | Типы унифицированных блоков | Типы унифицированных блоков | Типы унифицированных блоков | Типы унифицированных блоков | Типы унифицированных блоков | Типы унифицированных блоков |
| Модель          | Торговый индекс | Селекторы каналов  | Устройство выбора программ | радиоканала                 | цветности                   | развёрток                   | сведения                    | питания                     | коллектора                  |
| --------------- | --------------- | ------------------ | -------------------------- | --------------------------- | --------------------------- | --------------------------- | --------------------------- | --------------------------- | --------------------------- |
| УЛПЦТ-59-II     | 703Д—707Д       | СК-М-15, СК-Д-1    |                            | БРК-1                       | БЦ-1                        | БР-1                        | БС-1                        | БП-1/БП-2                   | БК-1/БК-2                   |
| УЛПЦТ-59-II-1   | 703—707         | СК-М-15            |                            | БРК-1                       | БЦ-1                        | БР-1                        | БС-1                        | БП-1/БП-2                   | БК-1/БК-2                   |
| УЛПИЦТ-59-II    | 706Д            | СК-М-15Е, СК-Д-1Г  |                            | БРК-2                       | БЦИ-1                       | БР-1                        | БС-2                        | БП-2                        | БК-2                        |
| УЛПИЦТ-59-II-1  | 704И, 706       | СК-М-15            |                            | БРК-2                       | БЦИ-1                       | БР-1                        | БС-2                        | БП-2                        | БК-2                        |
| УЛПЦТ-59-II-2   | 710Д            | СК-М-15, СК-Д-1    |                            | БРК-2                       | БЦ-1/БЦ-2                   | БР-1                        | БС-1/БС-2                   | БП-2                        | БК-2                        |
| УЛПЦТ-59-II-3   | 710             | СК-М-15            |                            | БРК-2                       | БЦ-1/БЦ-2                   | БР-1                        | БС-1/БС-2                   | БП-2                        | БК-2                        |
| УЛПЦТ-59-II-10  | 711Д            | СК-М-15, СК-Д-1    |                            | БРК-2                       | БЦ-2                        | БР-2                        | БС-2                        | БП-3                        | БК-3                        |
| УЛПЦТ-59-II-11  | 711             | СК-М-15            |                            | БРК-2                       | БЦ-2                        | БР-2                        | БС-2                        | БП-3                        | БК-3                        |
| УЛПЦТ-59-II-12  | 712             | СК-В-1             | СВП-3                      | БРК-2                       | БЦ-2                        | БР-2                        | БС-2                        | БП-3                        | БК-4-1                      |
| УЛПЦТ-61-II-10  | 714Д            | СК-М-15, СК-Д-1    |                            | БРК-2                       | БЦ-2                        | БР-2                        | БС-2                        | БП-3/БП-7                   | БК-3                        |
| УЛПЦТ-61-II-11  | 714             | СК-М-15            |                            | БРК-2                       | БЦ-2                        | БР-2                        | БС-2                        | БП-3/БП-7                   | БК-3                        |
| УЛПЦТИ-61-II-10 | 716Д            | СК-М-15, СК-Д-1    |                            | БРК-2                       | БЦИ-1                       | БР-2                        | БС-2                        | БП-3/БП-7                   | БК-3                        |
| УЛПЦТИ-61-II-11 | 716             | СК-М-15            |                            | БРК-2                       | БЦИ-1                       | БР-2                        | БС-2                        | БП-3/БП-7                   | БК-3                        |
| УЛПЦТ-61-II-12  | 718             | СК-В-1             | СВП-3                      | БРК-2                       | БЦ-2                        | БР-2                        | БС-2                        | БП-3/БП-7                   | БК-4-1                      |
| УЛПЦТИ-61-II-12 | 719             | СК-В-1             | СВП-3                      | БРК-2                       | БЦИ-1                       | БР-2                        | БС-2                        | БП-3/БП-7                   | БК-4-1                      |
| УЛПЦТИ-61-II-12 | 719-1           | СК-В-1             | СВП-3-1                    | БРК-2                       | БЦИ-1                       | БР-2                        | БС-2                        | БП-3/БП-7                   | БК-4-1                      |
| УЛПЦТ-61-II-13  | 722             | СК-В-1             | СВП-4/СВП-4-1              | БРК-2                       | БЦ-2                        | БР-2                        | БС-2                        | БП-3                        | БК-4                        |
| УЛПЦТИ-61-II-13 | 723             | СК-В-1             | СВП-4/СВП-4-1              | БРК-2                       | БЦИ-1                       | БР-2                        | БС-2                        | БП-3/БП-7                   | БК-4                        |
| УЛПЦТ-61-II-14  | 725Д            | СК-М-15, СК-Д-22   |                            | БРК-2                       | БЦ-2                        | БР-2                        | БС-2                        | БП-3/БП-7                   | БК-5                        |
| УЛПЦТИ-61-II-14 | 726Д            | СК-М-15Е, СК-Д-22Г |                            | БРК-2                       | БЦИ-1                       | БР-2                        | БС-2                        | БП-3/БП-7                   | БК-5                        |
| УЛПЦТИ-61-II-15 | 728             | СК-М-23            | СВП-4-2                    | БРК-3                       | БЦИ-1                       | БР-2                        | БС-2                        | БП-3/БП-7                   | БК-4                        |
| УЛПЦТИ-61-II-16 | 728Д            | СК-М-23, СК-Д-22   | СВП-4-2                    | БРК-3                       | БЦИ-1                       | БР-2                        | БС-2                        | БП-3/БП-7                   | БК-4                        |
| УЛПЦТИ-61-II-17 | 726             | СК-М-15Е           |                            | БРК-2                       | БЦИ-1                       | БР-2                        | БС-2                        | БП-3/БП-7                   | БК-5                        |
| УЛПЦТ-61-II-17  | 725             | СК-М-15            |                            | БРК-2                       | БЦ-2                        | БР-2                        | БС-2                        | БП-3/БП-7                   | БК-5                        |
| УЛПЦТИ-61-II-18 | 724             | СК-В-1СЦ           | СВП-4-7                    | БРК-3                       | БЦИ-1                       | БР-2                        | БС-2                        | БП-3/БП-7                   | БК-4                        |
| УЛПЦТ-61-II-20  | 731Д            | СК-М-23, СК-Д-22   | СВП-4-2                    | БРК-3                       | БЦ-2                        | БР-2                        | БС-2                        | БП-3/БП-7                   | БК-4                        |
| УЛПЦТ-61-II-21  | 731             | СК-М-23            | СВП-4-2                    | БРК-3                       | БЦ-2                        | БР-2                        | БС-2                        | БП-3/БП-7                   | БК-4                        |
| УЛПЦТИ-61-II-24 | 734Д            | СК-М-23, СК-Д-22   | СВП-3-2                    | БРК-3                       | БЦИ-1                       | БР-2                        | БС-2                        | БП-7                        | БК-4                        |
| УЛПЦТИ-61-II-25 | 734             | СК-М-23            | СВП-3-2                    | БРК-3                       | БЦИ-1                       | БР-2                        | БС-2                        | БП-7                        | БК-4                        |
| УЛПЦТИ-61-II-26 | 733Д            | СК-М-23, СК-Д-22   | СВП-4-2                    | БРК-2                       | БЦИ-1                       | БР-2                        | БС-2                        | БП-3                        | БК-4                        |
| УЛПЦТИ-61-II-27 | 733             | СК-М-23            | СВП-4-2                    | БРК-2                       | БЦИ-1                       | БР-2                        | БС-2                        | БП-3                        | БК-4                        |
| УЛПЦТ-61-II-29  | 727             | СК-В-1             | СВП-4-1                    | БРК-3                       | БЦ-2                        | БР-2                        | БС-2                        | БП-7                        | БК-4                        |
| УЛПЦТИ-61-II-30 | 736Д            | СК-М-24, СК-Д-24   | СВП-4-5                    | БРК-3                       | БЦИ-1                       | БР-2                        | БС-2                        | БП-7                        | БК-4                        |
| УЛПЦТИ-61-II-31 | 736             | СК-М-24-1          | СВП-4-5                    | БРК-3                       | БЦИ-1                       | БР-2                        | БС-2                        | БП-7                        | БК-4                        |
| УЛПЦТИ-61-II-36 | 738Д            | СК-М-24, СК-Д-24   | СВП-4-2                    | БРК-2                       | БЦИ-1                       | БР-2                        | БС-2                        | БП-7                        | БК-4                        |
| УЛПЦТИ-61-II-37 | 738             | СК-М-24-1          | СВП-4-2                    | БРК-2                       | БЦИ-1                       | БР-2                        | БС-2                        | БП-7                        | БК-4                        |

Торговый индекс 701 использовался для обозначения неунифицированной серии телевизоров ЛПЦТ-59-II. Её схема и конструкция существенно отличались от серии УЛПЦТ. С торговым индексом 702 был выпущен неунифицированный, полностью транзисторный телевизор «Свет 702».
Отдельно можно отметить экспортную модель с торговым индексом 706 («Радуга 706»), в которой впервые были применены интегральные микросхемы, и модель с торговым индексом 723 («Горизонт 723»), в состав которой входила внешняя активная акустическая система, оформленная в виде подставки для телевизора.

## Технические характеристики
Технические характеристики телевизоров соответствовали аппаратуре II класса.
- Размер изображения
  - с кинескопом 59ЛК3Ц — 475×375 мм
  - с кинескопом 61ЛК3Ц — 482×362 мм
- Разрешающая способность
  - в центре экрана по горизонтали — 450 линий
  - в центре экрана по вертикали — 500 линий
- Чувствительность тракта изображения, ограниченная синхронизацией развёрток
  - с селектором СК-М-15 в диапазоне МВ — 55 мкВ
  - с селектором СК-В-1 в диапазоне МВ — 100 мкВ
  - с селектором СК-Д-1 в диапазоне ДМВ — 200 мкВ
  - с селектором СК-В-1 в диапазоне ДМВ — 300 мкВ
- Максимальная яркость
  - с кинескопом 59ЛК3Ц — 80 кд/м2
  - с кинескопом 61ЛК3Ц — 100 кд/м2
- Номинальная выходная мощность звука
  - для моделей УЛПЦТ-59-II и УЛПЦТ-59-II-1 — 1,5 Вт
  - для остальных моделей — 2,3 Вт
- Полоса воспроизводимых звуковых частот
  - для моделей УЛПЦТ-59-II и УЛПЦТ-59-II-1 — 100—10000 Гц
  - для остальных моделей — 80—12500 Гц
- Потребляемая мощность
  - для моделей УЛПЦТ-59-II, УЛПЦТ-59-II-1, УЛПЦТ-59-II-2, УЛПЦТ-59-II-3 — 270 Вт
  - для остальных моделей — 250 Вт
- Вес — 60 кг

## Безопасность и надёжность
В середине 1980-х годов телевизоры в СССР являлись причиной 12 % пожаров от электроустановок и радиоэлектронной аппаратуры, оценка фактической вероятности возгорания телевизора, выполненная в соответствии с требованиями ГОСТ12.1.004-85, в 57 раз превышала допустимую по ГОСТ.
В телевизорах УЛПЦТ возгорания чаще всего происходили в блоке развёрток, реже — в блоке цветности и блоке коллектора. Загорались печатные платы из фольгированного гетинакса и текстолита из-за пробоя и последующего дугового разряда между близко расположенными проводниками, в месте разрыва проводников, либо при перегреве находящихся на плате радиоэлементов. Этому способствовали недоработки конструкции, значительная мощность, потребляемая выходным каскадом строчной развёртки (до 100 Вт), а также отсутствие схем защиты выходного каскада от перегрузки (появилась в следующей унифицированной серии телевизоров УПИМЦТ) и защиты от неисправностей умножителя (появилась в серии УСЦТ).
Начиная с 1980 года, в дополнение к предупреждению не оставлять включенный телевизор без присмотра, в текст прилагаемых к телевизорам инструкций был добавлен раздел о мерах пожарной безопасности, содержащий рекомендации по исключению перегрева телевизора и способе его тушения в случае возгорания.
Ещё одной причиной, снижавшей безопасность пользования телевизором, являлось наличие в блоке развёртки БР-1 источника рентгеновского излучения — лампы ГП-5. Для защиты зрителей от рентгеновского излучения лампа устанавливалась в специальный отсек со сплошными стальными стенками (экран). Тем не менее, при потере эмиссии или выходе из строя этой лампы напряжение на аноде кинескопа могло повышаться до 28—30 кВ, что сопровождалось возникновением опасного для зрителей рентгеновского излучения с поверхности экрана кинескопа.

## Достоинства и недостатки
Важным достоинством разработки унифицированной серии стала возможность наладить массовый выпуск цветных телевизоров на большом числе заводов: к 1982 году в СССР было выпущено более 8 миллионов цветных телевизоров, включая следующую серию, УПИМЦТ.
Достоинством являлась блочная конструкция, позволявшая ремонтировать телевизор путём замены блоков, без необходимости его перевозки в мастерскую или телеателье. Телевизоры отличались также качественным звуковым сопровождением (двухполосная система на динамиках 3ГД-38 и 2ГД-36).
Недостатками серии были её пожароопасность. Проводившиеся модернизации основного источника возгораний — блока развёрток, исправили ситуацию лишь частично. Доработки телевизоров по снижению пожароопасности нередко выполнялись радиолюбителями, рекомендации по таким доработкам публиковались в профильной литературе.
Потребляемая мощность телевизоров УЛПЦТ (250—270 Вт) хотя и была меньше, чем у первых неунифицированных моделей (350 Вт), к началу 1980-х годов, в связи с быстрым ростом парка телевизоров, перестала удовлетворять текущим требованиям.
Большое число дискретных электронных компонентов усложняло конструкцию и отрицательно влияло на надёжность из-за большого числа контактных соединений. Так, блок цветности БЦ-2 содержал более 400 электронных компонентов. Значительная часть его схемы размещалась на 9 вспомогательных платах (модулях), которые впаивались на основную плату блока; только применение микросхем серии К224 позволило сократить число таких модулей до трёх. Были разработаны микросхемы и для блока радиоканала, однако они применялись только в экспортных вариантах телевизоров УЛПЦТ.